# Elizabeth Scheu Close
Elizabeth Scheu Close (Viena, 4 de junho de 1912 - Minneapolis, 29 de novembro de 2011), foi uma arquitecta austríaco-americana,  possivelmente a primeira mulher com licença para exercer a arquitectura no Minnesota, além de ter sido a primeira mulher a receber a Medalha de Ouro do Mérito do American Institute of Architects de Minnesota, no ano 2002, por sua trajectória profissional.